# Кумиш Соломон Маркович
Соломон Маркович Кумиш (нар. 9 квітня 1888, Євпаторія, Таврійська губернія, Російська імперія — пом. 17 квітня 1955, Сімферополь) — караїмський священнослужитель, останній сімферопольський газзан.

## Життєпис
Народився 1888 року в Євпаторії. Батько — бахчисарайський міщанин Мордехай Йосипович Кумиш (1854-1914), відомий в Євпаторії виробником кашкавала, а також вважався першим з караїмів, що надійшли на військову службу в царську армію після введення загальної військової повинності, за що отримав прізвисько «Солдат Мордхай». У 1906 році закінчив євпаторійський мідраш у меламеда Ш. М. Тіро й отримав звання «ріббі». Тоді ж призначений викладачем у караїмський мідраш у Мелітополі. З 1 лютого 1913 року по 1914 рік служив молодшим газзаном в Кременчуці, звідки був переведений на аналогічну посаду в Бердянськ, де пробув до 1926 року. З 1926 по 1929 роки виконував обов'язки газзана в мелітопольській громаді. У період німецької окупації Мелітополя двічі піддавався арешту жандармерією і СД. Декілька тижнів провів у в'язниці. Після відродження в 1943 році діяльності караїмської релігійної громади в Мелітополі знову зайняв посаду газзана, яку виконував аж до 1945 року, коли переїхав на постійне місце проживання до Сімферополя. У Сімферополі С. М. Кумиша обрали газзаном. У зв'язку з тим, що в сімферопольській кенасі розташовувався радіокомітет, богослужіння проводилися в орендованих приміщеннях. У 1949 році через закінчення терміну оренди приміщення й неможливість його продовження, громада ухвалила рішення про самоліквідацію. У роки життя в Сімферополі С. М. Кумиш окрім виконання обов'язків газзана працював палітурником в артілі.
За даними Б. С. Єльяшевича, С. М. Кумиш був автором п'єси караїмською мовою «Олмагаеди Олду» («Не повинно було бути, але сталося») й «Популярного нариси з історії караїмського народу, його побуту й мови». Обидва твори не були видані.
Помер 17 квітня 1955 року в Сімферополі.

## Сім'я
Був двічі одружений. Від першої дружини Естер мав дітей:
- Ілля Соломонович Кумиш (1912, Кременчук — 1987, Москва) — радянський інженер, заслужений винахідник РРФСР (1974)[7], учасник Радянсько-німецької війни.
- Тетяна (Тотай) Соломонівна Кумиш (заміж. Бебеш; 1914, Бердянськ — 2006, Сімферополь), за професією друкарка.
- Марк Соломонович Кумиш (1917, Бердянськ — 1944) — червоноармієць, пропав безвісти у серпні 1944 року[8].

Від другої дружини, Анни Давидівни Борю (уродж. Тотеш), яка жила з ним у Сімферополі, дітей не мав.
Рідний дядько — Соломон Йосипович Гумуш, служив газзаном в Ялті.